# Der Diamant des Radschas

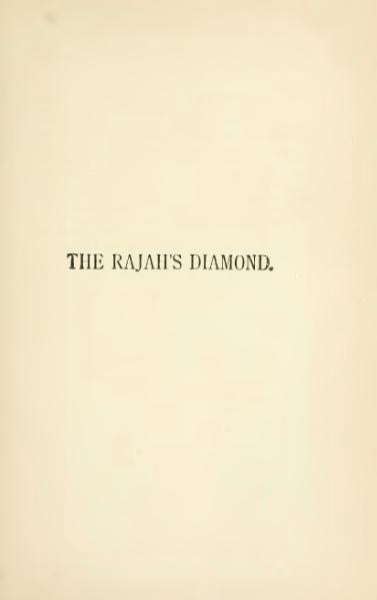
Titelblatt der New Yorker Ausgabe 1895 (siehe unten unter Weblinks, S. 87)

Der Diamant des Radschas (engl. The Rajah’s Diamond) ist eine Erzählung des schottischen Schriftstellers Robert Louis Stevenson, die im Sommer 1878 im London Magazine vorabgedruckt wurde und 1882 im ersten Band der Sammlung New Arabian Nights bei Chatto & Windus in London erschien.
Durch diese Parodie auf den Detektivroman geistert Seine Hoheit Prinz Florizel von Böhmen, ein aus dem Selbstmörderklub bekannter Lebemann der Londoner High Society.

## Inhalt
Der Text besteht aus den vier unten aufgeführten Geschichten.
Die Geschichte von der Hutschachtel
Der bereits mit achtzehn Jahren verwaiste Harry Hartley hat die Fleißarbeit nicht erfunden. Glücklicherweise nimmt ihn Generalmajor Sir Thomas Vandeleur als Privatsekretär. Der General ist nicht irgendwer. Als armer Kolonialoffizier war Sir Thomas in jüngeren Jahren zu Reichtum gekommen. Der Radscha von Kashgar hatte ihm den sechstgrößten Diamanten der Welt geschenkt. Nachdem der im Alter zu Jähzorn neigende General seinen Sekretär Harry unsanft entlassen hat, darf Lady Clara Vandeleur, die Gattin des Militärs, den arbeitsscheuen jungen Mann als Sekretär übernehmen. Beim Schneider und bei der Putzmacherin hat Lady Clara summa summarum neunzigtausend Pfund Schulden. Sir Thomas will die chronische Putzsucht seiner Ehefrau nicht länger tolerieren.
Die Vandeleurs wohnen am Eaton Place. Als Harry im Geheimauftrage seiner Herrin eine Hutschachtel zu Fuß nach Notting Hill bringt, nimmt das Unheil seinen Lauf. In den Kensington Gardens wird der Bote von dem stets misstrauischen Sir Thomas gestellt. Harry gelingt mitsamt Hutschachtel die Flucht in Richtung Notting Hill, weil auch noch Mr. Charlie Pendragon, der Schwager des Generals, vorbeikommt und sich die beiden verfeindeten Verwandten in dem schönen Londoner Park prügeln.  Am Bestimmungsort angekommen, findet Harry den Empfänger nicht vor. Die junge Prudence, das hübsche Dienstmädchen, freundet sich mit dem Jungen an und hält die Stellung gegen den vehement anstürmenden General. Harry kann mit der Hutschachtel wiederum fliehen. Allerdings wirft Harry auf der überstürzten Flucht die Schachtel über eine Mauer. Der Inhalt der Schachtel – Schmuck – landet auf einem Rosenbeet. Mehr als die Hälfte der diversen Schmuckstücke fallen dem raffgierigen Kunstgärtner Mr. Raeburn von Stockdove Lane in die Hände. Auf dem Rückweg zu seiner Herrin wird Harry von einem flinken Strolch ein zweites Mal beraubt. Der Hausherr, die Lady und ihr Bruder ringen daheim die Hände. Verarmt wie eh und je schleppt der Veteran den unglücklichen Harry wegen Unterschlagung zur nächstgelegenen Polizeiwache.
Bei allem Unglück bleibt der Junge am Ende ein Glückspilz. Er erbt und kann Prudence heiraten. Der Erzähler weiß nicht recht – schifft sich das junge Paar nun nach Bendigo oder nach Trincomalee ein?
Die Geschichte von dem jungen Geistlichen
Der oben erwähnte Kunstgärtner Mr. Raeburn vermietet in seinem Haus mehrere Wohnungen. Einer der Mieter, der junge, noch stellungslose Hilfsprediger Simon Rolles, war im Garten spazieren gegangen und hatte das Missgeschick Harrys teilweise mitbekommen. Neugierig geworden, beaugenscheinigt Referend Rolles später ohne lästige Zeugen das Rosenbeet, findet doch tatsächlich den Diamanten des Radschas und nimmt den Edelstein samt dem zugehörigen maroquinledernen Etui insgeheim an sich. Gleich darauf sucht ein Polizist vergebens nach dem kostbaren Stück und gibt dem hinterhältig eruierenden jungen Hilfsprediger bereitwillig Auskunft: Der General werde den Diamanten des Radschas nimmer wiedersehen, denn der gewiefte Dieb werde das Kleinod garantiert zerteilt verkaufen. Referend Rolles, stark in der Bibelexegese, doch schwach im Trennen eines hühnereigroßen Diamanten, sucht seinen Klub auf. Dort findet er bedauerlicherweise keinen Spezialisten in Sachen Diamantenschleiferei, doch der Prinz Florizel von Böhmen, nach Literatur mehr praktischer Natur befragt, will den Bücherwurm durch Gaboriau-Lektüre mit dem „wirklichen Leben“ konfrontieren.
Der Kunstgärtner hat inzwischen seinen gesamten Raub reumütig und vollständig der Polizei übergeben. Da der Diamant des Radschas unauffindbar bleibt, versiegeln die Beamten Mr. Raeburns Anwesen – für Referend Rolles die passende Gelegenheit, via Flying Scotsman in Richtung Edinburgh zu verduften. Unterwegs macht der junge Hilfsprediger die Bekanntschaft des in Paris wohnenden alten John Vandeleur. Dieser Bruder des Generals – Exdiktator von Paraguay  – hat alle Preziosen im Gepäck, die der Strolch – jener oben genannte Straßenräuber – dem jungen Harry Hartley entwendet hatte. Das Staunen aber ist ganz auf Seiten des ehemaligen Diktators. Noch nie ist ihm ein so abgefeimter Verbrecher über den Weg gelaufen wie der Referend mit „seinem“ Diamanten des Radschas. Das abschließende Urteil John Vandeleurs: Mr. Rolles sei im richtigen Beruf angekommen. Er lädt den Hilfsprediger nach Paris ein.
Die Geschichte des Hauses mit den grünen Jalousien
Gern bereitet der strebsame junge Edinburgher Bankangestellte Francis Scrymgeour seinem verehrten Vater eine Freude. Die Hochachtung verkehrt sich in ihr Gegenteil, nachdem Francis die Wahrheit über seine Herkunft erfahren hat. Der junge Mann folgt dem Ruf des leiblichen Vaters nach Paris und begegnet dort einem Bekannten des Lesers: Mr. John Vandeleur. Francis folgt dem vermeintlichen Vater bis vor dessen Haus mit den grünen Jalousien in die Rue Lepic und quartiert sich im Nachbarhaus ein. Die tagelange Spionage des jungen Schotten ergibt: Den Haushalt des Ex-Diktators besorgt dessen junge hübsche Tochter. Das festungsgleiche Haus birgt eine Diamanten-Sammlung. Generalmajor Sir Thomas Vandeleur, der Mann, „der den großen indischen Diamanten verloren hat“, sucht den Diktator, also seinen Bruder John Vandeleur, auf. Man entzweit und verträgt sich. Den nächsten Besucher des Hauses mit den grünen Jalousien – Hilfsprediger Simon Rolles ist sein Name – betäubt der Diktator und entwendet dem Bewusstlosen den Diamanten des Radschas. Die Tochter des Hauses hat sehr viel für Francis Scrymgeour übrig, übergibt ihm das Kleinod und drängt den jungen Mann, der widerrechtlich in die Festung des Diktators eingedrungen ist, zur Flucht. Das ist auch nötig, denn der Diktator hat nichts für seinen Neffen Francis, der der Sohn des Generalmajors und eines Fischweibs ist, übrig. Die Flucht des Bankers endet am Tisch des in der Erzählung omnipräsenten Prinzen im Pariser Café Américain. Alles wird gut, denn der Diktator wird dem böhmischen Thronfolger aufs Wort gehorchen. Zunächst aber übergibt Francis seinem Gegenüber auf dessen Geheiß den Diamanten. Dann geht es zu später Stunde in das Haus mit den grünen Jalousien. Der Diktator hat auf Weisung des Prinzen seine Tochter „so schnell wie möglich“ mit Francis trauen zu lassen.
Die Abenteuer des Prinzen mit dem Kriminalbeamten
Der Prinz wird von den Gebrüdern Vandeleur als Dieb des Radscha-Diamanten angezeigt. Ein Kriminalbeamter klopft in der kleinen Pariser Villa des Prinzen an und bittet um einen Spaziergang zum Präfekten. Gesagt, getan. Von einer Brücke aus wirft der Prinz den Diamanten in die Seine. Der Gebrüder lassen erfolglos und zum Gespött der Müßiggänger nach dem Kleinod tauchen.
Eine Revolution fegt den böhmischen Thron hinweg. Der Prinz verkauft fortan in der Sohoer Rupert Street Tabak. Francis Scrymgeour heiratet Miss Vandeleur.

## Zitat
- „Nichts ist so schlimm, daß es nicht noch schlimmer kommen könnte.“[5]
- „Wichtige Entscheidungen werden oft in einem einzigen Augenblick und ohne jede Teilnahme des vernunftgemäßen Denkens getroffen.“[6]

## Rezeption
- Gentsch schaut über die parodistischen Textelemente hinaus und entdeckt Sozialkritik.[7] Vielleicht denkt Gentsch an die Passage, in der der Prinz meint, der Radscha von Kashgar habe sich mit dem Verschenken des Diamanten an den Europäern gerächt.[8] Noch direkter ist die Geschichte, die der Prinz dem Pariser Kriminalbeamten erzählt. Diese gibt Antwort auf die Frage: Wie kam ein Europäer zu dem kostbaren Geschenk? Antwort: Der englische Offizier diente dem indischen Fürsten. „Er fälschte Grenzen, vertuschte Morde, fällte ungerechte Urteile, ließ... einen Kameraden... hinrichten, verriet... eine Abteilung seiner Soldaten...“.[9]
- Dölvers[10] geht ausführlicher auf den Text ein (siehe unter Der Selbstmörderklub).

## Mediale Adaption
Film
- Juli 1921, USA: The Tame Cat von Will H. Bradley mit Marion Harding und Ray Irwin.[11]

Musiktheater
- 1979, UK: Oper von Alun Hoddinott, aufgeführt mit Geraint Evans[12] und dem BBC National Orchestra of Wales[13] unter Robin Stapleton.[14]

Hörspiel
- 1976, Produktion: DDR 1976, 147 Min. Regie: Walter Niklaus Bearbeitung: Helmut H. Schulz Dramaturgie: Renate Apitz Technik: Erika Schüttauf

### Ausgaben
- Robert Louis Stevenson: Der Diamant des Radschas. S. 98–193. (Übersetzerin: Elfriede Mund) in Robert Louis Stevenson: Der Selbstmörderklub. Neue Geschichten aus Tausendundeiner Nacht. Mit Holzstichen von Karl Georg Hirsch. (Der Selbstmörderklub. Der Diamant des Radschas) Nachwort von Günter Gentsch. Insel-Verlag, Leipzig 1968, 200 Seiten, verwendete Ausgabe.

### Sekundärliteratur
- Horst Dölvers: Der Erzähler Robert Louis Stevenson. Interpretationen. Francke Verlag, Bern 1969, OCLC 864281711. 200 Seiten